# Euphorbia nicaeensis
Euphórbia nicaeénsis — многолетнее травянистое растение; вид рода Молочай (Euphorbia) семейства Молочайные (Euphorbiaceae).

## Ботаническое описание
Растение 6—25(35) см высотой, большей частью слегка бархатистое, сизое или серовато-сизое, наверху более-менее жёлтое.
Корень вертикальный или косо нисходящий, цилиндрический, 0,5—1,5 см толщиной, наверху многоглавый.
Стебли многочисленные, из лежачего или приподнимающегося основания более-менее прямостоячие, 15—20 см длиной, круглые, внизу деревенеющие, рано обнажающиеся, с рубцами от опавших листьев, 2—4 мм в диаметре, выше густо олиственные, бороздчатые, наверху с 1—6 пазушными цветоносами 1—5 см длиной (иногда без таковых), без нецветущих ветвей.
Стеблевые листья сидячие, из округлённого или слегка суженного, немного стеблеобъемлющего основания продолговатые или эллиптические, (1,2)1,5—3,5(4,5) см длиной, 4—12(18) мм шириной, в 2½—5 раз более длинные, чем широкие, округлённые, тупые, нередко внезапно-остроконечные, по краю слегка хрящеватые, лишь у верхушки мелкогородчатые или все мелко-зазубренно-пильчатые, плотные, мелкоресничные, неясно-трёхжильные или пальчато-3-5-жильные со средней жилкой, проходящей через лист до остроконечия. 
Верхушечные цветоносы в числе 3—7(8), (0,8)1,5—4(4,5) см длиной, как и пазушные, на конце один—два раза двураздельные; листочки обёртки из округлого основания округло- или ромбически-яйцевидные, продолговато-обратнояйцевидные, округло-эллиптические или почти округлые, 7—20(32) мм длиной, 5—13(20) мм шириной, длиною немного или заметно (до 2½ раз) превышающие ширину, тупые, нередко коротко- или клиновидно-остроконечные, мелкозазубренные, пальчато-3-5-жильные, иногда немного желтоватые; листочки обёрточек по два, из усечённого или неглубоко-сердцевидного основания округло-треугольные, почковидные или полукругло-почковидные, шириною немного или заметно (до 2 раз) превышающие длину, тупые, с небольшим остроконечием, более-менее желтоватые, нижние 5—10 мм длиной, 6—12(15) мм шириной, мелкозазубренные, могут быть с одной средней жилкой, выдающееся в виде клювовидного остроконечия (0,5—1 мм длиной), могут быть желтоватыми, плотными; бокальчик колокольчатый, 2—32 мм в диаметре, голый, внутри в зеве волосистый, с продолговатыми, усечённо-выемчатыми, бахромчато-ресничными  или яйцевидными, тупыми, зубчатыми и выемчатыми лопастями. Нектарники жёлтые, трапециевидные или полулунные, усечённые, иногда снаружи по краю слегка гребенчатые, безрогие или едва двурогие. Столбики 2—2,5 мм длиной, на ½ длины или выше сросшиеся, слегка-двунадрезные. Цветёт в мае(второй половине апреля)—июне (первой половине августа).
Плод — яйцевидный или конически-яйцевидный трёхорешник, (3)3,5—4 мм длиной и шириной (или шириной 2,5—3,5 мм), голый, едва трёхбороздчатый, в сечении округлённый, бугорчато-точечный. Семена яйцевидные или сжато-продолговатые, 2,5 мм длиной (без придатка), 1,5 мм шириной, слегка сжатые, сероватые, светло-каштановые или мелко-буро-пятнистые, местами слабо ямчатые или гладкие, с крупным, округло-коническим стебельчатым или с тупо-коническим, слегка наклонённым придатком. Плодоносит в июле—первой половине августа.

## Распространение
Европа: Австрия, Чехословакия, Венгрия, Албания, Болгария, Югославия, Италия, Греция, Румыния, Франция, Португалия, Испания; территория бывшего СССР: Молдавия, Европейская часть России (юг), Украина (включая Крым), Кавказ (Армения, Грузия); Азия: Турция; Северная Африка: Алжир (север), Марокко, Тунис.
Растёт на каменистых местах, щебнистых и песчаных осыпях.

## Таксономия

### Подвиды
В пределах вида выделяется восемь подвидов и две разновидности:
- Euphorbia nicaeensis subsp. cadrilateri (Prodбn) Kuzmanov — Болгария
- Euphorbia nicaeensis subsp. demnatensis (Coss. ex Batt. & Trab.) Breistr. — Северный Алжир
- Euphorbia nicaeensis subsp. dobrogensis (Prodбn) Kuzmanov — Юго-Восточная Европа
- Euphorbia nicaeensis subsp. glareosa (Pall. ex M.Bieb.) Radcl.-Sm. — Молочай хрящеватый. Крым, Центральная Турция, Кавказ
- Euphorbia nicaeensis subsp. goldei (Prokh.) Greuter & Burdet — Молочай Гольде. Крым
- Euphorbia nicaeensis var. hispanica (Degen & Hervier) Cuatrec — Восточная Испания, Алжир, Марокко, Тунис
- Euphorbia nicaeensis var. lasiocarpa (Boiss.) Radcl.-Sm. & Govaerts — Болгария, Греция, Россия, Кавказ, Турция
- Euphorbia nicaeensis subsp. nicaeensis — Южная и Юго-Восточная Европа, Турция, Северная Африка
- Euphorbia nicaeensis subsp. stepposa (Zoz) Greuter & Burdet — Молочай степной. Украина (включая Крым), Молдавия
- Euphorbia nicaeensis subsp. volgensis (Krysht.) Oudejans — Молочай волжский. Бассейны рек Волги и Дона, Заволжье

### Таксономическая схема
|  |                                      |  |                                                             |                                                             |                      |  | ещё 36 семейств (согласно Системе APG II), в том числе Маковые | ещё 36 семейств (согласно Системе APG II), в том числе Маковые |                          |  |  |  | ещё ≈2000 видов |
|  |                                      |  |                                                             |                                                             |                      |  | ещё 36 семейств (согласно Системе APG II), в том числе Маковые | ещё 36 семейств (согласно Системе APG II), в том числе Маковые |                          |  |  |  | ещё ≈2000 видов |
|  |                                      |  |                                                             | порядок Мальпигиецветные                                    |                      |  |                                                                |                                                                | род Молочай (Euphorbia)  |  |  |  |                 |
|  |                                      |  |                                                             | порядок Мальпигиецветные                                    |                      |  |                                                                |                                                                | род Молочай (Euphorbia)  |  |  |  |                 |
|  | отдел Цветковые, или Покрытосеменные |  |                                                             |                                                             | семейство Молочайные |  |                                                                |                                                                | вид Euphorbia nicaeensis |  |  |  |                 |
|  | отдел Цветковые, или Покрытосеменные |  |                                                             |                                                             | семейство Молочайные |  |                                                                |                                                                |                          |  |  |  |                 |
|  |                                      |  | ещё 44 порядка цветковых растений (согласно Системе APG II) | ещё 44 порядка цветковых растений (согласно Системе APG II) |                      |  |                                                                | ещё >300 родов                                                 | ещё >300 родов           |  |  |  |                 |
|  |                                      |  |                                                             | ещё 44 порядка цветковых растений (согласно Системе APG II) |                      |  |                                                                |                                                                | ещё >300 родов           |  |  |  |                 |